# Stéphane Nadaud
Pour les articles homonymes, voir Nadaud.
 (octobre 2024).
Stéphane Nadaud (né en 1969 à Libourne) est un médecin pédopsychiatre et philosophe français. Il a été pédopsychiatre à l'hôpital de Ville-Évrard, médecin-directeur du C.M.P. des Lilas et exerce maintenant[Quand ?] en libéral.
Après des études de médecine, il se spécialise en psychiatrie, puis en psychiatrie de l'enfant. Il a soutenu la première thèse française consacrée à l'homoparentalité. Il a été rédacteur en chef de la revue Chimères fondée par Gilles Deleuze et Félix Guattari en 1987.

## Publications
- Homoparentalité : une nouvelle chance pour la famille ?, Fayard, Paris, 2002.  (ISBN 2-213-61161-0)
- Homoparentalité hors-la-loi, Paris, Éditions Lignes, 2006.  (ISBN 2-84938-052-0)
- Manuel à l'usage de ceux qui veulent réussir leur [anti]œdipe, Paris, Fayard, 2006.  (ISBN 2-213-61161-0)
- Fragment(s) subjectif(s). Un voyage dans les Îles enchantées nietzschéennes, Paris, EPEL, 2011.  (ISBN 978-2-914596-30-5)
- Les Japons de Kenzaburô Ôé, Paris, Démopolis, 2013.  (ISBN 9782354570514)

Éditions
- Félix Guattari, Écrits pour l'Anti-Œdipe, textes agencés par Stéphane Nadaud, Paris, Lignes-manifeste, « Lignes », 2004.  (ISBN 2-84938-023-7)
- Félix Guattari, Soixante-cinq rêves de Franz Kafka, textes agencés par Stéphane Nadaud, Paris, Lignes, 2007.  (ISBN 978-2-35526-002-5)
- Félix Guattari, Qu'est-ce que l'écosophie ?, 1985-1992, recueil d'articles agencés par Stéphane Nadaud, Paris, Lignes, 2013 ; réédition 2018.

Contributions à des ouvrages collectifs
- Jean-Philippe Cazier (dir.), L'objet homosexuel - études, constructions, critiques, Paris, éditions Sils Maria/Vrin, 2009.  (ISBN 978-2-930242-60-6)
- Alain Jugnon (dir.), La révolution nécessaire, laquelle ?, Villeurbanne, Golias, 2009.

Thèse de Philosophie
- Lecture(s) de Nietzsche, Théorie et pratique du fragment(s). Thèse disponible en pdf.